# Gnophos darashama
Gnophos darashama är en fjärilsart som beskrevs av Eugen Wehrli 1953. Gnophos darashama ingår i släktet Gnophos och familjen mätare. Inga underarter finns listade i Catalogue of Life.